# Safí
Safí, Safin o Asfé (en árabe: أسفي‎, en lenguas bereberes: ⴰⵙⴼⵉ, en francés: Safi) es una ciudad situada al oeste de Marruecos en el Océano Atlántico. La capital de la provincia de Safí, registró una población de 308.508 habitantes en el censo marroquí de 2014. La ciudad estuvo bajo el protectorado del Imperio portugués de 1488 a 1541, fue el centro de la industria textil del país y se convirtió en la fortaleza de la Corona portuguesa en 1508. Safi es el principal puerto pesquero de la industria de la sardina del país, y también exporta fosfatos, textiles y cerámica. Durante la Segunda Guerra Mundial, Safí fue uno de los sitios de desembarco de la Operación Torch.

## Historia
Safí es una de las ciudades más antiguas de Marruecos, por lo que se desconoce su fecha de fundación. Según el historiador Mohammed al-Kanuni, Safí debe identificarse con el antiguo Thymiaterion o Carcunticus y fue fundado por el cartaginés Hannón durante su periplo según lo que fue relatado por Plinio el Viejo.
Bajo los almohades funcionó como un importante puerto a la capital, Marrakech.
La ciudad estuvo bajo el dominio portugués de 1488 a 1541; se cree que lo abandonaron a los saadíes (que estaban en la guerra con ellos), ya que la ciudad resultó difícil de defender de los ataques terrestres. La fortaleza portuguesa fue construida para proteger la ciudad todavía está allí en la actualidad.
Después de 1541, la ciudad jugó un papel importante en Marruecos como uno de los puertos marítimos más seguros y más grandes del país. Muchos embajadores de los reyes saadís y alauís durante los siglos XVI-XVIII llegaron a Marruecos a través de Asfi; su proximidad a Marrakech, entonces la capital de Marruecos, ayudó a expandir el comercio marítimo en la ciudad.
Louis De Chénier, cónsul de la corte francesa en Marruecos en 1767, informó que la ciudad era el único puerto marítimo utilizable en ese momento.
Un prisionero de la Marina francesa, Bidé de Maurville, quien escribió el relato de su estancia en Marruecos en su libro de 1765 de las Relaciones de negocios de Larache, informó la presencia de un número importante de casas de comercio exterior en la ciudad: holandés, danés, británico. y francés.
Después de que el sultán Mohammed ben Abdallah construyera la ciudad de Mogador, prohibió el comercio exterior en todos los puertos marroquíes, excepto en su ciudad recién construida. A consecuencia, Safí dejó de jugar el papel principal en el comercio marroquí.
El santo patrón de Safí es Abu Mohammed Salih.
En 1942, como parte de la Operación Torch, las fuerzas estadounidenses atacaron a la ciudad de Safí y se lo llevaron relativamente rápido y con relativamente pocas bajas en comparación con las otras operaciones en Casablanca y en Puerto Mehdia.